# Трофей (телеканал)
«Трофей» — український телеканал, присвячений рибальству, полюванню, збору лісових ягід, грибів і трав.

## Опис
Телеканал присвячено захопленням: рибальству, полюванню, збору грибів, трав та ягід, кулінарним рецептам.
Місія телеканалу — висвітлення здорового способу відпочинку на природі, розвиток інтересу до природи України, розширення знань про її ліси, річки та їх мешканців, залучення українців до рибальства, мисливства та збору трав, ягід та грибів.

## Логотипи
Телеканал змінив 3 логотипи. Нинішній — 4-й за ліком.
| Логотип | Опис |
| ------- | --- |
|         | З 8 квітня 2014 по 31 травня 2020 року логотипом було слово «Трофей» чорного кольору, розміщене у жовтому прямокутнику. Для HD-версії телеканалу праворуч логотипу знаходився білий квадрат з чорним написом «HD». Знаходився у правому верхньому куті.                                                         |
|         | 2015 року логотипом був чорний квадрат, всередині якого хрест, утворений двома стрілами. У чотирьох чвертях розташовані: жолудь, оленячі роги, гриб і риба. Під чорним квадратом назва слово «Трофей». Знаходився там же.                                                                                       |
|         | З 1 червня 2020 року логотипом є слово «Трофей» чорного кольору, написане жирним шрифтом. Слово розміщене у білому прямокутнику, всередині якого ліворуч менший жовтий прямокутник, що перекриває частину слова «Трофей». Для HD-версії телеканалу у білому прямокутнику праворуч є напис «HD» жовтого кольору. |

## Наповнення етеру
- Сімейне рибальство
- Міське рибальство
- Календар рибалки
- Кулінарні передачі
- Рибацькі та мисливські новини
- Збирання грибів та ягід
- Передачі про рибальські та мисливські знаряддя
- Секрети рибальства та мисливства